# Bruce Merry
Bruce Merry (* 1944) ist ein südafrikanischer Italianist, Anglist und Neogräzist.
Merry war Lecturer für Italienische Sprache und Literatur an der Witwatersrand-Universität, Johannesburg, später Associate Professor of English an der Universität Kuwait und schließlich Professor of Modern Languages an der James Cook University, North Queensland, Australien.
Merry arbeitet im Bereich der Italianistik zur italienischen Dichtung, insbesondere zu dem Literaturnobelpreisträger Eugenio Montale, zur Renaissance-Dichterin und Kurtisane Tullia d’Aragona und zur Darstellung von Frauen in der italienischen Literatur der Gegenwart. Im Bereich der Neogräzistik hat er sich durch ein enzyklopädisches Handbuch zur neugriechischen Literatur hervorgetan.

## Schriften (Auswahl)
- Anatomy of the spy thriller. McGill-Queen’s University Press, Montreal 1977.
- mit Guido Almansi: Eugenio Montale. The private language of poetry. Edinburgh University Press, Edinburgh 1977.
- Women in modern Italian literature. 1990.
- Tullia d’Aragona: Dialogue on the infinity of love. Translated by Rinaldina Russell and Bruce Merry. University of Chicago Press, 1997, ISBN 0-226-13639-6, Buchanzeige
- Encyclopedia of modern Greek literature. Greenwood Publishing Group, 2004, ISBN 0-313-30813-6, Auszüge online.

| Personendaten    | Personendaten                                       |
| ---------------- | --------------------------------------------------- |
| NAME             | Merry, Bruce                                        |
| KURZBESCHREIBUNG | südafrikanischer Italianist, Anglist und Neogräzist |
| GEBURTSDATUM     | 1944                                                |